# Релігія в Болгарії
Більшість громадян Болгарії православні християни. За переписом 2001 року вони становлять 82,6 % населення країни, 12,2 % громадян сповідує іслам, 43,8 тис. католиків, 42,3 тис. протестантів. 4 % населення — вірні інших релігій.
Релігія в Болгарії регулюється болгарською конституцією у Статті 13:
- 1. Віросповідання є вільним.
- 2. Релігійні установи відділені від держави.
- 3. Традиційна релігія — східно-православна.

## Християнство

### Католицизм
Сьогодні основна частина католиків Болгарії мешкає в Пловдівській області, навколо Раковського, а також у деяких селах на півночі Болгарії. Серед католиків багато іноземців.

### Православ'я
Болгарська православна церква (болг. Българска православна църква) — автокефальна помісна православна церква, що займає дев'яте місце в диптиху автокефальних помісних церков. Управляється патріархом Болгарським, Священним синодом і Церковно-народним собором. Офіційний титул предстоятеля церкви: Святіший Патріарх Болгарський, Митрополит Софійський.

### Протестантизм
Протестантизм в його різних формах розпочався у 19-му столітті через місіонерів, в основному зі Сполучених Штатів. Сьогодні це швидко зростаюча сповідь, у складі подвоїлася в період з 1991 по 2001 рік.

## Іслам
Іслам є найбільшою релігійною меншістю в Болгарії. Його сповідує турецька меншина, мусульманські болгари (помаки) й більшість циган.